# Aspathines aeneus
Aspathines aeneus är en skalbaggsart som först beskrevs av Thomson 1860.  Aspathines aeneus ingår i släktet Aspathines och familjen barkbaggar.

## Underarter
Arten delas in i följande underarter:
- A. a. ovatus
- A. a. aeneus